# Roger Rio
Pour les articles homonymes, voir Rio.
Roger Rio est un footballeur international français, né le 13 février 1913 à Dunkerque et mort au Petit-Quevilly le 22 avril 1999. Il joue au poste d'attaquant dans les années 1930 et 1940. Il a effectué toute sa carrière au FC Rouen dont il est l’un des plus grands joueurs de l’histoire. Il fut l'un des joueurs français sélectionnés pour disputer la Coupe du monde 1934.

## Biographie
Il est international français à 18 reprises (1933-1937) pour 4 buts. 
Sa première sélection est honorée le 12 février 1933 à Paris, contre l'Autriche, qui se solde par une défaite française (0-4).
Il effectue les éliminatoires de la Coupe du monde 1934 et participe à la Coupe du monde de football de 1934, en Italie. Roger est titulaire mais la France se fait éliminer dès le premier match par l'Autriche 3 buts à 2 après prolongation.
Sa dernière sélection est jouée contre l'Allemagne le 21 mars 1937 à Stuttgart, qui se solde par une défaite (0-4).
Il est une seule fois capitaine contre la Belgique, le 21 février 1937. Il inscrit quatre buts avec la France : un contre l'Allemagne et trois contre la Belgique lors de trois matchs différents.
En club, il joue en faveur du FC Rouen. Il remporte un titre de champion de D2 en 1936 et deux titres de champion de D1 en 1940 et en 1945. Ces deux derniers titres ne sont pas considérés comme étant officiels.
Roger Rio est le père de Patrice Rio, un ancien joueur de Rouen, de Nantes et de Rennes.

## Palmarès
- Championnat de France de D2
  - Champion en 1936
- Champion de France
  - Champion en 1940 (division nord) et en 1945